# Curiosa
Pour plus de détails, voir Fiche technique et Distribution.
Curiosa est un drame historique français réalisé par Lou Jeunet, sorti en 2019.

## Synopsis
Pour éponger les dettes de son père, Marie de Heredia épouse le poète Henri de Régnier, mais c’est Pierre Louÿs qu’elle aime, poète également, érotomane et grand voyageur. 
C’est avec lui qu’elle va vivre une initiation à l’amour et à l’érotisme à travers la liaison photographique et littéraire qu’ils s’inventent ensemble.

## Fiche technique
- Titre original : Curiosa
- Réalisation : Lou Jeunet
- Scénario : Lou Jeunet et Raphaëlle Desplechin
- Musique : Arnaud Rebotini
- Décors : Yann Mégard
- Costumes : Valentine Breton des Loys
- Photographie : Simon Roca
- Montage : Anita Roth
- Production : Olivier Delbosc
  - Production exécutive : Christine de Jekel
  - Production associée : Émilien Bignon
- Sociétés de production : Fidélité Productions, en coproduction avec Curiosa Films, en association avec les SOFICA Cinémage 12 et Cofinova 14
- Société de distribution : Memento Films Distribution
- Pays d'origine :  France
- Langue originale : français
- Genre : drame et historique
- Durée : 107 minutes
- Dates de sortie :
  - France : 3 avril 2019

## Distribution
- Noémie Merlant : Marie de Heredia
- Niels Schneider : Pierre Louÿs
- Benjamin Lavernhe : Henri de Régnier
- Camélia Jordana : Zohra Ben Brahim
- Amira Casar : Madame de Heredia
- Scali Delpeyrat : Monsieur de Heredia
- Mathilde Warnier : Louise de Heredia
- Mélodie Richard : Hélène de Heredia
- Émilien Diard-Detoeuf : Jean de Tinan
- Damien Bonnard : André Chaumeix

## Accueil critique
Le film reçoit des retours mitigés, Allociné proposant une note moyenne de 2,9/5.
Première trouve des points positifs malgré une note moyenne « On ne se plaindra pas de cette envie d’images et de beau qui fait cruellement défaut au cinéma hexagonal ». Le Monde est un petit peu plus sévère : « le film ne problématise pas vraiment la question de l’image, à laquelle il substitue un sensualisme quelque peu frelaté ».